# スリーピング・シックネス
『スリーピング・シックネス』（Schlafkrankheit）は、2011年のドイツ、フランス、オランダの映画。監督および脚本はウルリッヒ・ケーラー。出演はピエール・ボクマ、ジャン＝クリストフ・フォリー、ジェニー・シリー、イポリット・ジラルドなど。
2011年、第61回ベルリン国際映画祭のコンペティション部門に出品されて、ケーラーが監督賞を受賞した。日本においては、2011年10月22日に第24回東京国際映画祭のWORLD CINEMA部門で上映された。

## キャスト
- エボ - ピエール・ボクマ
- ヌジラ - ジャン＝クリストフ・フォリー
- ヴェラ - ジェニー・シリー
- シニャック - イポリット・ジラルド